# Mars 1853

## Événements
- 3 mars :
  - le pape Pie IX crée cinq évêchés aux Pays-Bas. La majorité calviniste se dresse contre l’établissement d’une Église catholique. Le roi des Pays-Bas désavoue le ministère Thorbecke à l’occasion du rétablissement de la hiérarchie catholique, le contraignant à la démission en avril;
  - patente impériale abolissant le servage en Autriche-Hongrie.

- 4 mars : début de la présidence démocrate de Franklin Pierce aux États-Unis (fin en 1857).

- 6 mars :
  - Thomas Corwin n'est plus secrétaire du trésor des États-Unis. James Guthrie lui succède le 7 mars 1853
  - Le pape Pie IX autorise l’archevêque de Québec à conférer les degrés en théologie à l’Université Laval.
  - Création de La traviata, opéra en trois actes de Giuseppe Verdi à La Fenice de Venise

- 8 mars, France : le Général Jacques Aupick, beau-père de Charles Baudelaire devient sénateur.

- 19 mars : les rebelles chinois prennent la ville de Nankin et en font la capitale du royaume Taiping (l’empire de la grande pureté), un mouvement religieux anti-étranger dirigé par Hong Xiuquan (1812-1864). Nankin est rebaptisée Tianjing, la « capitale céleste ».

- 21 mars : la Russie exige du sultan ottoman, qui a réduit la liberté d’accès des chrétiens aux Lieux Saints en mars 1852, la reconnaissance des droits de ses sujets orthodoxes.

- 24 mars :
  - Des paysans catholiques tentent vainement de renverser le gouvernement radical de Fribourg, en Suisse, qui avait pris des mesures contre les jésuites en 1842.
  - France : le général d’Ornano est nommé gouverneur de l’hôtel impérial des Invalides (jusqu’à sa mort, en 1863).

- 26 mars, France : le baron Georges Haussman devient préfet de la Seine (fin en 1869).

## Naissances
- 6 mars :
  - Frédéric Rioust de Largentaye, homme politique français
  - John Tunstall, marchand américain, première victime de la Lincoln County War

- 26 mars : Lothar von Seebach, peintre, dessinateur, aquarelliste et graveur badois († 23 septembre 1930).
- 30 mars : Vincent van Gogh, peintre néerlandais († 29 juillet 1890).

## Décès
- 4 mars : Leopold von Buch, géologue allemand
- 17 mars : Christian Doppler, physicien autrichien.
- 22 mars : Jean-Thomas Arrighi de Casanova, Duc de Padoue français (° 1778).
- 23 mars : Pierre Catrufo, peintre suisse (° 1808).
- 28 mars : « El Chiclanero » (José Redondo Rodríguez), matador espagnol (° 13 mars 1818).